# Nat
|  | Per a altres significats, vegeu «nat (unitat)». |

Nat va ser una revista en llengua catalana de divulgació de la natura i periodicitat mensual que és publicà entre el febrer del 2005 i el febrer del 2008. Es distribuïa als quioscos i llibreries d'Andorra, Catalunya, les Illes Balears i el País Valencià, amb un preu de portada de 4 euros (2007). La seva redacció estava situada al carrer Corders de la ciutat de Badalona. Tenia per objectiu divulgar la natura dels Països Catalans i del món. Els seus articles abraçaven una àmplia varietat temàtica sobre ciència i medi ambient.
Va publicar el seu primer número el febrer del 2005. El projecte va ser empès per l'èxit de la revista Sàpiens, de la mateixa empresa editora (en aquells moments, Enciclopèdia Catalana i Critèria), i per l'èxit anterior de Descobrir Catalunya i Descobrir Cuina, en un context on la manca de revistes en català als quioscos dels Països Catalans era la norma. Tanmateix, el febrer del 2008 va publicar el seu darrer número. L'editor fou Enciclopèdia Catalana entre el febrer del 2005 i el 2006. Des del 2006 fins al 2008, fou editada per Sàpiens Publicacions.
De to eminentment periodístic, es tractava d'una publicació mensual versada en la temàtica ambiental i en la qual van col·laborar professionals de l'àmbit de la comunicació i de la ciència. Ambdós treballaven sempre junts en l'elaboració dels reportatges centrals i, de fet, mantenien una estreta col·laboració a la resta dels articles. Una de les seves fites era garantir el rigor i la qualitat de la informació. Es va distribuir a Catalunya, al País Valencià i a les Illes Balears. Contenia informació en profunditat sobre temes de l'àrea mediterrània, sense deixar de banda esdeveniments i fets d'importància internacional. En aquest sentit, destacaven els temes sobre flora i fauna, investigacions realitzades des dels diferents centres de recerca o problemes ambientals. Nat es distingia també per una forta empremta visual, basada en fotografies de gran format a tot color i una bona infografia. I va ser així com la revista es va convertir en una iniciativa sense precedents, a casa nostra, de la divulgació i del foment del respecte al medi ambient. Una publicació especialitzada i en català que va aconseguir captar la seva parcel·la de públic. Tanmateix, l'empresa editora, Sàpiens Publicacions, va adduir raons econòmiques per posar-hi fi.